# Review Your Choices
Review Your Choices es el cuarto álbum de estudio de la banda estadounidense de heavy metal Pentagram, fue publicado en 1999 por Black Widow Records. En este disco y el próximo destacan el hecho de que Joe Hasselvander toca todos los instrumentos mientras que Bobby Liebling se encarga de su labor en las voces.
En 1998 la disquera Black Widow Records propuso a la banda grabar un nuevo álbum de estudio con la formación Death Row, desafortunadamente Martin Swaney rechazó la propuesta y para ese momento Victor Griffin se encontraba trabajando en su propio proyecto con su banda Place of Skulls, por lo que Bobby y Joe deciden encargarse ellos mismos de la labor. Aprovechando su habilidad multinstrumentista, Joe se dispone a grabar no solamente la batería sino también el bajo y la guitarra para el álbum, produciéndolo y mezclándolo también con ayuda de Mike Hounshell, siendo finalmente publicado en 1999.
La portada del álbum es la fotografía de una pintura en terciopelo hallada por Joe Hasselvander en el apartamento de un amigo suyo, retocada por Black Widow Records para la distribución del álbum.
El último tema del álbum, "Gilla?" es una grabación de Bobby hablando acerca de su mascota gorila imaginaria, al que él mismo llama Gilla.

## Lista de canciones
1. "Burning Rays" (Liebling) - 2:36
2. "Change of Heart" (Hasselvander/Liebling) - 5:28
3. "Living in a Ram's Head" (Liebling) - 2:35
4. "Gorgon's Slave" (Hasselvander/Liebling) - 6:34
5. "Review Your Choices" (Liebling) - 3:22
6. "The Diver" (Liebling) - 2:52
7. "The Bees" (Liebling) - 2:29
8. "I Am Vengeance" (Hasselvander/Liebling) - 5:25
9. "Forever My Queen" (Liebling) - 2:38
10. "Mow You Down" (Hasselvander/Liebling) - 3:22
11. "Downhill Slope" (Liebling) - 3:58
12. "Megalania" (Hasselvander/Liebling) - 7:02
13. "Gilla?" - 0:53

## Integrantes
- Bobby Liebling - voz
- Joe Hasselvander - todos los instrumentos

- Datos: Q7318353